# Новий Тухом
Новий Тухом (пол. Nowy Tuchom) — село в Польщі, у гміні Жуково Картузького повіту Поморського воєводства.